# Nekrolog 1778
Nekrolog
◄◄
| ◄
| 1774
| 1775
| 1776
| 1777
| 1778 | 1779 | 1780 | 1781 | 1782 | ► | ►►
Weitere Ereignisse | Allgemeiner Nekrolog 1778
Die Beschreibung der verstorbenen Person sollte so kurz wie möglich gehalten sein und nur deren signifikante Tätigkeit(en) enthalten.
Neue Namen ggf. auch unter dem Geburts- und Sterbedatum, also etwa unter 1. Januar und im Geburts- und Sterbejahr (2024) eintragen (nur bei entsprechender großer Wichtigkeit). Für Beispiele siehe die schon vorhandenen Artikel.
Außerdem über die fünf zuletzt Verstorbenen, zu denen es einen ausreichend guten Artikel für eine Präsentation auf der Hauptseite gibt, nach der todesbedingten Überarbeitung der Artikel ggf. auch unter Wikipedia Diskussion:Hauptseite informieren und sie am besten auch in den anderen Wikipedia-Sprachversionen eintragen. Tipp: Regelmäßig bei news.google.de nach „ist tot“, „gestorben“ oder „verstorben“ suchen.
Wenn eine Person gestorben ist, gibt es viele Seiten zu dieser Person in der Wikipedia, die davon auch betroffen sind und entsprechend aktualisiert werden müssen. Beispiele: Namenübersichtsseite, Geburtsjahr, Geburtsort-Seiten und viele mehr.
Wie finde ich die betroffenen Seiten?
Im Suchfeld auf der linken Seite gibt man den Suchbegriff so ein: „Vorname Nachname“. Dann klickt man auf Volltext und alle Seiten mit entsprechendem Suchtext werden aufgerufen. Hier sieht man dann schnell, wo auch das Todesjahr Sinn macht oder sogar ein Teil des Artikels angepasst werden muss. Auch hilft das „Werkzeug“ auf der linken Seite sehr gut, um solche Seiten aufzufinden: „Links auf diese Seite“. Somit ist die Wikipedia wieder aktuell in allen Bereichen! Hinweis: bei Eintragung der Kategorie „Gestorben JAHR“ wird der Missbrauchsfilter 49 ausgelöst, was jedoch nicht schlimm ist. Siehe: Spezial:Missbrauchsfilter/49
Dies ist eine Liste von im Jahr 1778 verstorbenen bekannten Persönlichkeiten. Die Einträge erfolgen innerhalb der einzelnen Daten alphabetisch sortiert. Tiere sind im Nekrolog für Tiere zu finden.

## Januar
| Tag        | Name                                  | Beruf, bekannt als                                                                       | Alter | Beleg |
| ---------- | ------------------------------------- | ---------------------------------------------------------------------------------------- | ----- | ----- |
| 2. Januar  | Giovanni Marchiori                    | italienischer Bildhauer                                                                  | 81    |       |
| 3. Januar  | Paul-Jacques Malouin                  | französischer Arzt, Chemiker und Enzyklopädist                                           | 76    |       |
| 4. Januar  | Charles Eisen                         | französischer Maler, Radierer, Zeichner und Illustrator                                  | 57    |       |
| 9. Januar  | Ladislas Bercheny                     | ungarischer Adliger und Militär                                                          | 88    |       |
| 10. Januar | Eva König                             | Ehefrau von Gotthold Ephraim Lessing                                                     | 41    |       |
| 10. Januar | Carl von Linné                        | schwedischer Naturwissenschaftler, der die Grundlagen der modernen Taxonomie entwickelte | 70    |       |
| 12. Januar | Rudolf Wedekind                       | evangelischer Theologe (Alttestamentler) und Hochschullehrer                             | 61    |       |
| 13. Januar | Jacob Vierthaler                      | österreichischer Stuckateur und Maurermeister                                            | 57    |       |
| 14. Januar | Ferdinand Rosner                      | bayerischer Benediktinerpater und Dramatiker                                             | 68    |       |
| 15. Januar | Claude-Louis, comte de Saint-Germain  | französischer General                                                                    | 70    |       |
| 22. Januar | Johann Jakob Kollmann                 | Stadtphysikus                                                                            | 63    |       |
| 22. Januar | Christian Ziegra                      | deutscher Historiker und lutherischer Theologe                                           | 58    |       |
| 23. Januar | Jacob Schimmelmann                    | deutscher lutherischer Geistlicher, erster Edda-Übersetzer                               | 65    |       |
| 28. Januar | Ferdinand Bonaventura II. von Harrach | österreichischer Staatsmann und Diplomat                                                 | 69    |       |
| 29. Januar | Friedrich Samuel von Montmartin       | deutscher Jurist und württembergischer Politiker                                         |       |       |
| 29. Januar | Georg Conrad Walther                  | deutscher Verleger und Inhaber der Waltherschen Hofbuchhandlung in Dresden               | 67    |       |

## Februar
| Tag         | Name                                   | Beruf, bekannt als                                                                    | Alter | Beleg |
| ----------- | -------------------------------------- | ------------------------------------------------------------------------------------- | ----- | ----- |
| 1. Februar  | Heinrich Adolph von Brühl              | kurfürstlich-sächsischer Kammerherr, Ober- und Amtshauptmann sowie Rittergutsbesitzer | 33    |       |
| 4. Februar  | Friedrich Seltendorff                  | deutscher Architekt                                                                   |       |       |
| 7. Februar  | Samuel Ludwig von Lüderitz             | Politiker und Präsident der halberstädtischen Regierung                               |       |       |
| 8. Februar  | Adam Dwerditsch                        | römisch-katholischer Weihbischof in Wien                                              | 63    |       |
| 8. Februar  | Wytze Foppes                           | friesischer Rechenmeister und Instrumentenbauer                                       | 70    |       |
| 8. Februar  | Lekain                                 | französischer Schauspieler                                                            | 49    |       |
| 8. Februar  | Laurentius Stenzler                    | evangelischer Theologe und vorpommerscher Generalsuperintendent                       | 79    |       |
| 9. Februar  | Karl Friedrich Pauli                   | deutscher Rechtswissenschaftler und Historiker                                        | 54    |       |
| 11. Februar | Karl Ludwig von Lüderitz               | preußischer Oberst                                                                    |       |       |
| 15. Februar | Johann Gottlieb Görner                 | deutscher Komponist und Organist                                                      | 80    |       |
| 17. Februar | Gotthard Wilhelm Marcks von Würtemberg | schwedischer Feldmarschall                                                            | 89    |       |
| 20. Februar | Laura Bassi                            | italienische Philosophin, erste Professorin Europas (für Physik)                      | 66    |       |
| 24. Februar | Laurent Delvaux                        | niederländischer Bildhauer                                                            |       |       |
| 28. Februar | Johann Daniel von Olenschlager         | Frankfurter Patrizier und Politiker                                                   | 66    |       |

## März
| Tag      | Name                             | Beruf, bekannt als                                                    | Alter | Beleg |
| -------- | -------------------------------- | --------------------------------------------------------------------- | ----- | ----- |
| 5. März  | Thomas Arne                      | englischer Komponist                                                  | 67    |       |
| 5. März  | Giovanni Battista Costanzi       | italienischer Komponist und Cellist der Vorklassik                    | 73    |       |
| 7. März  | Carl De Geer                     | schwedischer Industrieller, Wissenschaftler und Entomologe            | 58    |       |
| 8. März  | Johann Gottfried Höre            | deutscher Pädagoge                                                    | 74    |       |
| 8. März  | Johann Conrad Rücker             | deutscher Rechtswissenschaftler                                       | 86    |       |
| 9. März  | Georg Ludwig von Wiersbitzki     | preußischer Generalmajor                                              | 60    |       |
| 15. März | Jean Henri Desmercières          | dänischer Bankier und Landreformer                                    | 90    |       |
| 16. März | Christian Wilhelm Thalemann      | deutscher lutherischer Theologe                                       | 51    |       |
| 18. März | Albert Joseph von Hoditz         | österreichisch-preußischer Gutsbesitzer und Offizier                  | 71    |       |
| 18. März | Johann Ferdinand von Stechow     | preußischer Generalleutnant                                           | 60    |       |
| 20. März | Adam Friedrich von Arnstedt      | königlich-preußischer Oberst und Chef des Garnisons-Regiments Nr. 5   | 67    |       |
| 23. März | Heinrich Martin Thümmig          | deutscher evangelischer Theologe                                      | 84    |       |
| 27. März | Nicolas Sébastien Adam           | französischer Bildhauer                                               | 73    |       |
| 27. März | Claude François Joseph d’Auxiron | französischer Ingenieur, Erfinder und Pionier der Dampfschifffahrt    | 46    |       |
| 27. März | Rudolph Karl von Gaisruck        | k.k. Feldzeugmeister, Inhaber des Infanterieregiments No. 44          |       |       |
| 29. März | Johann Friedrich Gruner          | deutscher evangelischer Theologe, Historiker, Rhetoriker und Pädagoge | 54    |       |
| 29. März | Baltazar Adam Krčelić            | kroatischer Adeliger, Historiker, Theologe und Jurist                 | 63    |       |

## April
| Tag       | Name                            | Beruf, bekannt als                                                        | Alter | Beleg |
| --------- | ------------------------------- | ------------------------------------------------------------------------- | ----- | ----- |
| 1. April  | Karl Anton Hyacinth von Gallean | kurpfälzischer Obersthofmeister, Reichsfürst und Reichsgraf               | 40    |       |
| 3. April  | Francesco Corselli              | italienischer Komponist der Vorklassik                                    | 72    |       |
| 4. April  | Georg Andreas Sorge             | deutscher Komponist und Musiktheoretiker                                  | 75    |       |
| 7. April  | Johann Balthasar Kehl           | deutscher Komponist und Organist der Vorklassik                           | 52    |       |
| 8. April  | Pieter Teyler van der Hulst     | niederländischer Sammler, Fabrikant und Mäzen                             | 76    |       |
| 10. April | Gottlieb Sigmund Gruner         | Schweizer Naturforscher der Aufklärung (Geologe, Mineraloge)              | 60    |       |
| 16. April | Joseph Thaddäus Klinkosch       | böhmischer Anatom, Chirurg und Hochschullehrer                            | 43    |       |
| 17. April | Johann Rudolf Kiesling          | deutscher lutherischer Theologe und Orientalist                           | 71    |       |
| 18. April | Christian Wilhelm von Zieten    | preußischer Generalmajor                                                  | 72    |       |
| 22. April | James Hargreaves                | englischer Baumwollweber, Erfinder der ersten industriellen Spinnmaschine |       |       |
| 22. April | Ignaz Franz Wörle               | altösterreichischer Orgelbauer                                            | 67    |       |
| 23. April | Henning von Ahlefeldt           | Königlich Dänischer Kammerherr und Geheimer Rat.                          | 72    |       |
| 28. April | Samuel Horowitz                 | chassidischer Rabbiner                                                    |       |       |
| 28. April | Nikolaus Krakamp                | deutscher Steinmetz und Baumeister                                        |       |       |

## Mai
| Tag     | Name                                  | Beruf, bekannt als                                | Alter | Beleg |
| ------- | ------------------------------------- | ------------------------------------------------- | ----- | ----- |
| 1. Mai  | Johann Friedrich Zückert              | deutscher Mediziner und Naturforscher             | 40    |       |
| 3. Mai  | Joachim Fürsen                        | königlich dänischer Leibmedikus und Physikus      | 60    |       |
| 5. Mai  | Giovanni Battista Pedrozzi            | Schweizer Stuckateur des Rokoko                   | 66    |       |
| 6. Mai  | Jean Baptiste Christophe Fusée Aublet | französischer Botaniker                           | 57    |       |
| 8. Mai  | Lorenz Christoph Mizler               | philosophischer Gelehrter und Musiktheoretiker    | 66    |       |
| 9. Mai  | Elias Stöber                          | evangelischer Theologe                            | 58    |       |
| 11. Mai | Armand Bazin de Bezons                | französischer Bischof                             | 77    |       |
| 11. Mai | William Pitt, 1. Earl of Chatham      | britischer Premierminister von Großbritannien     |       |       |
| 16. Mai | Robert Darcy, 4. Earl of Holderness   | britischer Adliger, Diplomat und Politiker        | 59    |       |
| 19. Mai | Christian Friedrich Schmidt           | deutscher Philosoph und lutherischer Theologe     | 36    |       |
| 23. Mai | Frederik Bernard Albinus              | niederländischer Mediziner                        | 62    |       |
| 23. Mai | Thomas Wharton junior                 | US-amerikanischer Politiker                       |       |       |
| 25. Mai | George Keith, 9. Earl Marischal       | schottischer Adliger                              |       |       |
| 27. Mai | Christian Tobias Damm                 | deutscher Klassischer Philologe und Schuldirektor | 79    |       |
| 28. Mai | Anton Maria Martin von Stegner        | Weihbischof in Wien                               | 67    |       |
| 30. Mai | Juan de Balmaceda                     | Gouverneur von Chile                              | 76    |       |
| 30. Mai | Voltaire                              | französischer Schriftsteller und Philosoph        | 83    |       |

## Juni
| Tag      | Name                                  | Beruf, bekannt als | Alter | Beleg |
| -------- | ------------------------------------- | --- | ----- | ----- |
| 4. Juni  | Christoph Friedrich von Rentzell      | preußischer Generalleutnant, Chef des Infanterieregiments Nr. 23, Amtshauptmann in Marienwerder und Tapiau, Erbherr auf Rombitten | 75    |       |
| 7. Juni  | Johann Georg Zechner                  | österreichischer Organist und Komponist                                                                                           | 62    |       |
| 12. Juni | Philip Livingston                     | Händler und Politiker in den Vereinigten Staaten                                                                                  | 62    |       |
| 15. Juni | František Jiránek                     | böhmischer Komponist des Spätbarock                                                                                               | 79    |       |
| 16. Juni | Conrad Ekhof                          | deutscher Schauspieler | 57    |       |
| 16. Juni | Friedrich Wilhelm von Taube           | deutscher Verwaltungsbeamter in österreichischen Diensten                                                                         | 50    |       |
| 19. Juni | Francesca Cuzzoni                     | italienische Opernsängerin (Sopran)                                                                                               | 82    |       |
| 19. Juni | Karl Friedrich Ludwig von Dönhoff     | kaiserlich-königlicher Generalfeldwachtmeister                                                                                    | 54    |       |
| 20. Juni | Bartholomeus Johannes Bijeveld        | niederländischer alt-katholischer Bischof von Deventer                                                                            |       |       |
| 24. Juni | Pieter Burman der Jüngere             | niederländischer Philologe | 64    |       |
| 26. Juni | Therese von Braunschweig-Wolfenbüttel | Prinzessin von Braunschweig-Wolfenbüttel, Äbtissin von Stift Gandersheim                                                          | 50    |       |
| 27. Juni | Friedrich Martini                     | deutscher Mediziner und Naturforscher                                                                                             | 48    |       |
| 28. Juni | Franz Ludwig von Rossieres            | preußischer Generalmajor, Kommandant der Festung Silberberg                                                                       |       |       |

## Juli
| Tag      | Name                                      | Beruf, bekannt als                                             | Alter | Beleg |
| -------- | ----------------------------------------- | -------------------------------------------------------------- | ----- | ----- |
| 2. Juli  | Jean-Jacques Rousseau                     | französischer Schriftsteller und Philosoph                     | 66    |       |
| 3. Juli  | James Hay, 15. Earl of Erroll             | schottischer Adliger und Politiker                             | 52    |       |
| 3. Juli  | Anna Maria Mozart                         | Mutter von Wolfgang Amadeus Mozart                             | 57    |       |
| 4. Juli  | Ebenezer Kinnersley                       | US-amerikanischer Forscher; Mitentdecker der Elektrizität      | 66    |       |
| 5. Juli  | Carl Günther Ludovici                     | deutscher Philosoph und Wirtschaftswissenschaftler, Lexikograf | 70    |       |
| 6. Juli  | Johann Jacob Huber                        | Mediziner, Botaniker und Hochschullehrer                       | 70    |       |
| 10. Juli | Heinrich von Manteuffel                   | preußischer Generalleutnant                                    | 81    |       |
| 11. Juli | Joseph Stepling                           | deutsch-tschechischer Gelehrter                                | 62    |       |
| 12. Juli | Augustin Ziegler                          | Benediktiner                                                   | 58    |       |
| 21. Juli | Christian Moritz von Königsegg-Rothenfels | österreichischer Feldmarschall                                 | 72    |       |
| 26. Juli | Philipp Ernst Wegmann                     | deutscher Orgelbauer                                           |       |       |
| 27. Juli | Hendrick Gottfried Dürkopp                | Kaufmann, Direktor von Dejima                                  | 42    |       |
| 29. Juli | Ludwig zu Salm-Salm                       | 2. Fürst im Fürstentum Salm-Salm (1770–1778)                   | 56    |       |
| 31. Juli | Johann Baptist Bommer                     | deutscher Flach- und Faßmaler                                  |       |       |
| 31. Juli | Benjamin Christoph von Graßhof            | deutscher Rechtsgelehrter                                      | 76    |       |
| Juli     | Johann Balthasar Kölbele                  | deutscher Jurist und Theologe                                  |       |       |

## August
| Tag        | Name                               | Beruf, bekannt als                                                                  | Alter | Beleg |
| ---------- | ---------------------------------- | ----------------------------------------------------------------------------------- | ----- | ----- |
| 4. August  | Pierre de Rigaud                   | französischer Generalgouverneur                                                     | 79    |       |
| 5. August  | Charles Clémencet                  | französischer Benediktiner-Mönch der Mauriner-Kongregation, Chronist und Historiker |       |       |
| 5. August  | Bernhard Christian von Katte       | preußischer Generalmajor, Chef des Dragonerregiments Nr. 1                          |       |       |
| 5. August  | Thomas Linley junior               | englischer Komponist und Geiger                                                     | 22    |       |
| 8. August  | Julie Bondeli                      | Schweizer Salonière                                                                 | 46    |       |
| 11. August | Giuseppe Lolli                     | Hofkapellmeister und Tenorist in Salzburg                                           |       |       |
| 11. August | Augustus Montague Toplady          | anglikanischer Geistlicher und Verfasser von Kirchenliedern                         | 37    |       |
| 17. August | Karl Maria Raimund                 | Herzog von Arenberg und österreichischer Feldmarschall                              | 57    |       |
| 24. August | Johannes Ringk                     | deutscher Komponist und Organist                                                    | 61    |       |
| 25. August | Jacob Wallenberg                   | schwedischer Geistlicher und Schriftsteller                                         | 32    |       |
| 28. August | Carl Gustav von Roedern            | preußischer Minister                                                                | 86    |       |
| 29. August | Johann Ludwig Adam von Starhemberg | österreichischer Feldmarschall-Lieutenant                                           | 60    |       |
| 31. August | Daniel Nimham                      | Häuptling vom Stamm der Wappinger                                                   |       |       |

## September
| Tag           | Name                                                 | Beruf, bekannt als                                                                                           | Alter | Beleg |
| ------------- | ---------------------------------------------------- | --- | ----- | ----- |
| 1. September  | Ferenc Babai                                         | ungarischer römisch-katholischer Geistlicher und Historiker                                                  | 36    |       |
| 1. September  | Christine von Hessen-Rotenburg                       | Prinzessin der deutschen Dynastie Hessen-Rheinfels-Rotenburg und Fürstin von Carignan                        | 60    |       |
| 6. September  | Jean-Baptiste Pâris de Meyzieu                       | französischer Rechtsanwalt, Autor und Enzyklopädist                                                          | 60    |       |
| 7. September  | Anton von Krockow                                    | preußischer Generalleutnant                                                                                  | 64    |       |
| 7. September  | Johann Baptist Serbelloni                            | k. k. Feldmarschall und Malteser Ritter                                                                      | 80    |       |
| 11. September | Johann Sebastian Bach                                | deutscher Maler                                                                                              | 29    |       |
| 12. September | Ludwig zu Mecklenburg                                | Herzog zu Mecklenburg, Erbprinz von Mecklenburg-Schwerin                                                     | 53    |       |
| 13. September | August Ulrich von Hardenberg                         | deutscher Beamter und Gesandter                                                                              | 68    |       |
| 13. September | André Jordan                                         | deutscher Hof-Goldschmied, Juwelier und Unternehmer                                                          | 69    |       |
| 16. September | Melusina von der Schulenburg, Countess of Walsingham | deutsch-englische Adlige                                                                                     | 85    |       |
| 16. September | Vincenz Bernhard Tscharner                           | Schweizer Magistrat und Schriftsteller                                                                       | 50    |       |
| 17. September | Jacob Heinrich Balecke                               | deutscher Politiker, Bürgermeister von Rostock                                                               | 47    |       |
| 17. September | Michel-Ange Duquesne de Menneville                   | Admiral und französischer Generalgouverneur von Neufrankreich                                                |       |       |
| 19. September | Daniel Haecks                                        | deutscher Rechtswissenschaftler und Bürgermeister der Hansestadt Lübeck                                      |       |       |
| 21. September | Johann Kaspar Bergmann                               | Bürgermeister von Elberfeld                                                                                  |       |       |
| 21. September | Philipp Wilhelm von Grumbkow                         | preußischer Generalmajor, Ritter des Johanniter-Ordens sowie Schlossgesessener zu Lupow, Runow und Wangersky | 67    |       |
| 23. September | Quirino Gasparini                                    | italienischer Komponist und Cellist                                                                          | 56    |       |
| 26. September | Christoph Bauer                                      | deutscher lutherischer Theologe                                                                              | 60    |       |

## Oktober
| Tag         | Name                                    | Beruf, bekannt als                                                         | Alter | Beleg |
| ----------- | --------------------------------------- | -------------------------------------------------------------------------- | ----- | ----- |
| 3. Oktober  | Benedict Schmidt                        | deutscher Jurist                                                           | 52    |       |
| 9. Oktober  | Johann Peter Kohl                       | Theologe und Polyhistor                                                    | 80    |       |
| 9. Oktober  | Pierre Rémond de Sainte-Albine          | französischer Historiker und dramatischer Schriftsteller                   | 79    |       |
| 14. Oktober | Samuel Adolph von Kalckreuth            | preußischer Generalmajor                                                   |       |       |
| 15. Oktober | Jerzy August Mniszech                   | polnischer Marschall                                                       |       |       |
| 20. Oktober | Friedrich Andreas Crome                 | deutscher lutherischer Theologe                                            |       |       |
| 22. Oktober | Charles Douglas, 3. Duke of Queensberry | schottischer Adliger                                                       |       |       |
| 24. Oktober | Heinrich Ernst zu Stolberg-Wernigerode  | deutscher Politiker, Domherr, Propst und Dichter zahlreicher Kirchenlieder | 61    |       |
| 27. Oktober | Friedrich Joseph Wilhelm Schröder       | deutscher Mediziner und Hochschullehrer                                    | 45    |       |
| 30. Oktober | Davide Perez                            | italienischer Opernkomponist                                               |       |       |

## November
| Tag          | Name                       | Beruf, bekannt als                                                            | Alter | Beleg |
| ------------ | -------------------------- | ----------------------------------------------------------------------------- | ----- | ----- |
| 2. November  | Karl Franz von Sobeck      | deutscher Offizier, zuletzt Generalmajor                                      | 57    |       |
| 3. November  | Georg David Matthieu       | deutscher Kupferstecher und Porträtmaler des Rokoko                           | 40    |       |
| 4. November  | Johann Friedrich Frisch    | deutscher evangelischer Theologe                                              | 62    |       |
| 5. November  | Daniel Gottlieb Andreae    | preußischer Beamter                                                           |       |       |
| 8. November  | Kasimire von Anhalt-Dessau | Fürstin zur Lippe-Detmold                                                     | 29    |       |
| 9. November  | Giovanni Battista Piranesi | italienischer Kupferstecher, Archäologe, Architekt und Architekturtheoretiker | 58    |       |
| 10. November | Sebastian Dorn             | deutscher Kupferstecher                                                       | 73    |       |
| 20. November | Francesco Cetti            | italienischer Mathematiker und Zoologe                                        | 52    |       |
| 26. November | Jean-Noël Hamal            | wallonischer Komponist                                                        | 68    |       |
| 27. November | Jan Jacob Schultens        | niederländischer reformierter Theologe und Orientalist                        | 62    |       |
| 30. November | Hans Dietrich von Zanthier | gräflich Stolbergischer Oberforst- und Jägermeister                           | 61    |       |

## Dezember
| Tag          | Name                                  | Beruf, bekannt als                                                                            | Alter | Beleg |
| ------------ | ------------------------------------- | --------------------------------------------------------------------------------------------- | ----- | ----- |
| 1. Dezember  | Johann Ernst Immanuel Walch           | deutscher Theologe                                                                            | 53    |       |
| 3. Dezember  | Clemens August von Plettenberg        | Domherr in Mainz, Paderborn und Münster                                                       | 54    |       |
| 3. Dezember  | Göran Rothman                         | schwedischer Naturforscher und Arzt                                                           | 39    |       |
| 4. Dezember  | Matthias Balthasar Nicolovius         | deutscher Verwaltungsjurist, Hofrat und Obersekretär der Kriegs- und Domänenkammer in Preußen | 61    |       |
| 17. Dezember | Carlo von Neapel-Sizilien             | Kronprinz von Neapel und Sizilien und Herzog von Kalabrien                                    | 3     |       |
| 17. Dezember | Johann Thunmann                       | schwedischer Gelehrter, Nordist, Albanologe und Romanist, der in Deutschland wirkte           | 32    |       |
| 23. Dezember | Andreas Dieterich                     | deutscher Ordensgeistlicher und Kirchenmusiker                                                | 61    |       |
| 26. Dezember | Pedro de Cevallos                     | spanischer Politiker                                                                          | 63    |       |
| 26. Dezember | Johann Justin Schierschmid            | deutscher Rechtswissenschaftler und Hochschullehrer                                           | 70    |       |
| 29. Dezember | Joachim von Sievers                   | deutsch-baltischer General in russischen Diensten                                             | 59    |       |
| 30. Dezember | Konstantin                            | Landgraf von Hessen-Rotenburg                                                                 | 62    |       |
| 31. Dezember | Bengt Wilhelm Carlberg                | schwedischer Baumeister, Festungsoffizier, Stadtarchitekt und Stadtingenieur                  | 82    |       |
| 31. Dezember | Alvise Mocenigo IV.                   | Doge von Venedig (1763–1778)                                                                  | 77    |       |
| 31. Dezember | Jacques-François-Paul-Aldonce de Sade | französischer Literat, Libertin und Adliger                                                   | 73    |       |
| Dezember     | Hermann Friedrich Raupach             | deutscher Komponist                                                                           |       |       |

## Datum unbekannt
| Tag | Name                               | Beruf, bekannt als                                                                                    | Alter | Beleg |
| --- | ---------------------------------- | --- | ----- | ----- |
|     | Andreas Akerman                    | schwedischer Kupferstecher und Hersteller von Globen                                                  |       |       |
|     | Jakob Samuel Beck                  | deutscher Maler                                                                                       |       |       |
|     | Johann Dietrich von Gemmingen      | Hofmarschall bei den Fürsten von Taxis, den Bischöfen von Speyer und den Markgrafen von Baden-Durlach |       |       |
|     | Stephan Gugenmus                   | deutscher Landwirt                                                                                    |       |       |
|     | John Talbot                        | britischer Landadliger und Politiker                                                                  |       |       |
|     | Ignatius Gottfried Kaim            | österreichischer Chemiker                                                                             |       |       |
|     | Johann Christoph Kosch             | deutschböhmischer Baumeister und Architekt des Spätbarock                                             |       |       |
|     | Étienne LeNoir                     | französischer Uhrmachermeister                                                                        |       |       |
|     | Étienne-Gabriel Morelly            | französischer Philosoph                                                                               |       |       |
|     | Nainsukh                           | indischer Maler                                                                                       |       |       |
|     | Joseph Nees                        | deutscher Porzellanbildner                                                                            |       |       |
|     | Matthias Oesterreich               | deutscher Maler des Rokoko                                                                            |       |       |
|     | Phra Vo                            | Adliger im Königreich Vientiane                                                                       |       |       |
|     | Friedrich Plenisner                | tschuktschisch-russischer Entdeckungsreisender und Dolmetscher                                        |       |       |
|     | Hans Ernst Otto Christian von Rohr | preußischer Oberst und Regimentschef des I. Stehendes Grenadier-Bataillons                            |       |       |
|     | Anselm II. Schwab                  | Abt der Reichsabtei Salem                                                                             |       |       |
|     | Christian Philipp Spangenberg      | deutscher Münzbeamter                                                                                 |       |       |
|     | Joseph Marie Terray                | Priester und französischer Finanzminister unter Ludwig XV.                                            |       |       |
|     | Pieter Vanderlyn                   | amerikanischer Maler mit niederländischer Herkunft                                                    |       |       |
|     | Antonio Vandini                    | italienischer Cellist und Komponist des Barock                                                        |       |       |
|     | White Eyes                         | Häuptling der Lenni Lenape                                                                            |       |       |